# Cyclisme sur route
Le cyclisme sur route est un sport, une des disciplines du cyclisme. Il est disputé au niveau amateur mais aussi professionnel dans de nombreux pays. Les participants, cyclistes ou coureurs cyclistes disputent des compétitions sur route. Ce sport est proche du cyclisme sur piste ou du cyclo-cross les compétiteurs pouvant parfois être les mêmes. Le cyclisme sur route est un sport très exigeant qui est à distinguer du cyclotourisme, sport amateur dans lequel le loisir et le tourisme sont privilégiés.
Sport d'équipe à classement individuel, le cyclisme sur route est affaire d'endurance et de tactique. Il est indispensable de savoir s'économiser. Pour cela, les cyclistes se protègent du vent (à tour de rôle) en se plaçant les uns derrière les autres. Ils se relaient ainsi pour aller plus loin, et plus vite. Un cycliste peut par exemple préserver ses forces pendant toute la durée d'une course, parfois plus de 250 km, en vue d'un sprint final de quelques centaines de mètres.
Le cyclisme sur route féminin bénéficie d'une médiatisation bien moins importante que son homologue masculin.

## Histoire

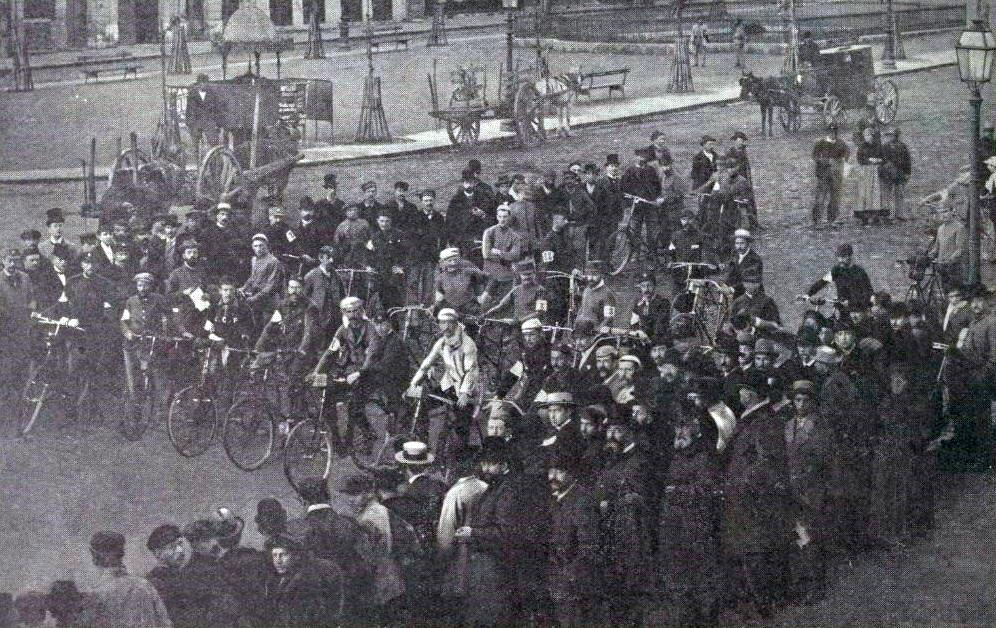
Départ de la course Paris-Brest-Paris, en 1891.

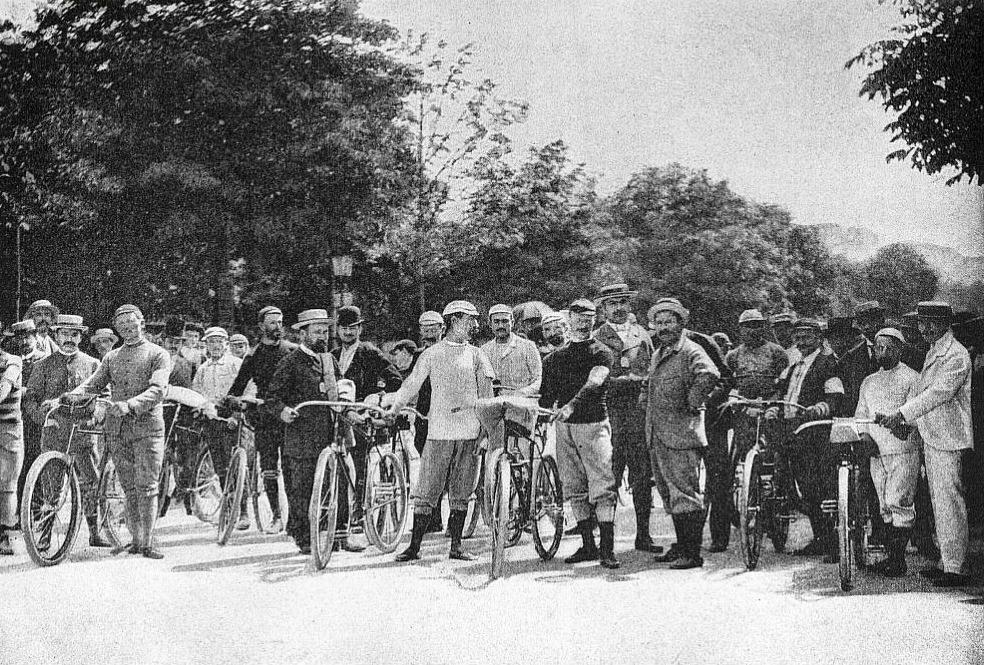
Départ de la course Paris-Nantes, en 1892.

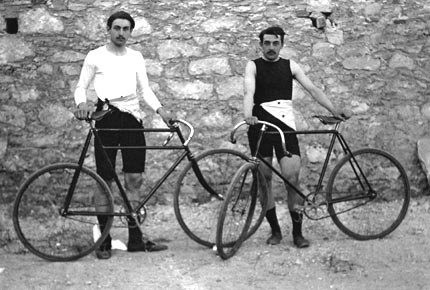
Paul Masson et Léon Flameng (1896, Athènes).

Le cyclisme sur route est l'un des tout premiers sports à être devenu professionnel, dès la fin du XIXe siècle. La raison en est que des sociétés de bicyclettes puis de pneumatiques consentaient à payer des cyclistes pour qu'ils fassent la preuve de la qualité de leur matériel.

### 1868: la première course cycliste de l'histoire
Le Véloce Club de Paris est fondé en 1868. La première course cycliste de l'histoire s'est déroulée le 31 mai 1868 dans le parc de Saint-Cloud, à Paris, sur une longueur de 1200 mètres. Elle est remportée par le Britannique James Moore. Il s'agit de la première course dont on trouve une mention officielle.

### Les premières courses d'un jour
L'année suivante, le 7 novembre 1869, a lieu la première course cycliste de ville à ville entre Paris et Rouen. Le parcours est de 123 km. Une centaine de concurrents sont au départ, seulement 33 à l’arrivée. C'est à nouveau le Britannique James Moore qui remporte l’épreuve, en couvrant la distance en 10 heures et 45 minutes avec un bicycle équipé de pédales fixées sur le moyeu de la roue avant. À noter le caractère mixte de l’épreuve : « Miss América » termine 29e à 12 h 10 min du vainqueur.
D’autres courses ville à ville sont organisées la même année, dans la foulée, comme London to Brighton (reprise le 14 novembre 1896 sous forme automobile). À noter la création en 1876 de Milan-Turin, course toujours disputée de nos jours. Et en 1891, la création de l'iconique Paris-Brest-Paris, la plus longue course cycliste en une seule étape (1 200 km). Puis, en 1892, la naissance de Spa-Bastogne-Spa qui deviendra Liège-Bastogne-Liège et avec les années la « Doyenne » des classiques.
En 1896, le cyclisme sur route est présent lors des premiers Jeux olympiques de l'ère moderne organisés à Athènes.
Le 15 janvier 1870, le Veloce club fiorentino du président Gustave Langlade est fondé. Il s'agit du premier club italien de cyclisme. Le premier club néerlandais, le Deventer Velocipede Club, est fondé en 1871. En 1881, l'Union vélocipédique de France est créée en regroupant plusieurs clubs. Elle organise la première édition du Championnat de France de cyclisme. L’UVF codifie également pratiques et compétitions. En 1892, l'International Cyclist Association qui deviendra l'UCI en 1900. Le 1er décembre 1892 le premier numéro du journal sportif « Le Vélo » sort. Ce « journal quotidien de la Vélocipédie » est en fait ouvert à tous les sports même si le cyclisme est particulièrement privilégié.
Au cours des Jeux olympiques de 1896, les premiers de l'ère moderne Léon Flameng remporte l’épreuve des 100 km sur route. La même année l'équipe de cyclisme Excelsior Cycles Payan est fondée à Marseille.

### Le premier Grand Tour
Le premier Tour de France démarre en juillet 1903, il est soutenu par le quotidien « L'Auto » (ex-Auto-Vélo). Le concurrent, Le Vélo ne se remet pas de cette innovation qui lance parfaitement l'ancêtre de « L'Équipe ». Le Vélo cesse sa parution en novembre 1904.
Le Ruban jaune est créé en 1936 par Henri Desgrange, cette distinction honore le coureur détenteur du record de vitesse des courses de plus de 200 km. En 1945, l'Union vélocipédique de France devient la Fédération française de cyclisme.

## Équipement
La pratique du cyclisme sur route nécessite un équipement particulier que ce soit pour le vélo en lui-même, pour les vêtements portés par le sportif ou pour divers accessoires tels que les compteurs et le casque. Ces équipements ont évolué et se sont inspirés d'innovations techniques apparues dans d'autres sports.

### Vélo
Le cyclisme est un sport où le matériel joue un rôle important, celui-ci est adapté au relief et aux conditions rencontrées lors des épreuves ou des entrainements. Dans le Règlement UCI du sport cycliste, l'Union cycliste internationale donne les caractéristiques précises des vélos pouvant être utilisées dans des compétitions de cyclisme sur route.
Dans son règlement l'UCI parle de bicyclette munie de deux roues d'égal diamètre, la roue directrice située à l'avant et la roue motrice — entrainée par un système de pédale via une chaine — à l'arrière. La bicyclette et les accessoires utilisés avec doivent être d’un type qui est ou qui peut être commercialisé pour leur utilisation par l’ensemble des pratiquants du sport cycliste. Le matériel développé uniquement pour une épreuve particulière (record...) n'est pas autorisé.
Dans les compétitions sur route, l'UCI n'autorise pas des vélos avec un poids inférieur à 6,8 kg. L'encombrement général de la bicyclette ne doit pas dépasser 185 cm en longueur et 50 cm en largeur.

#### Cadre

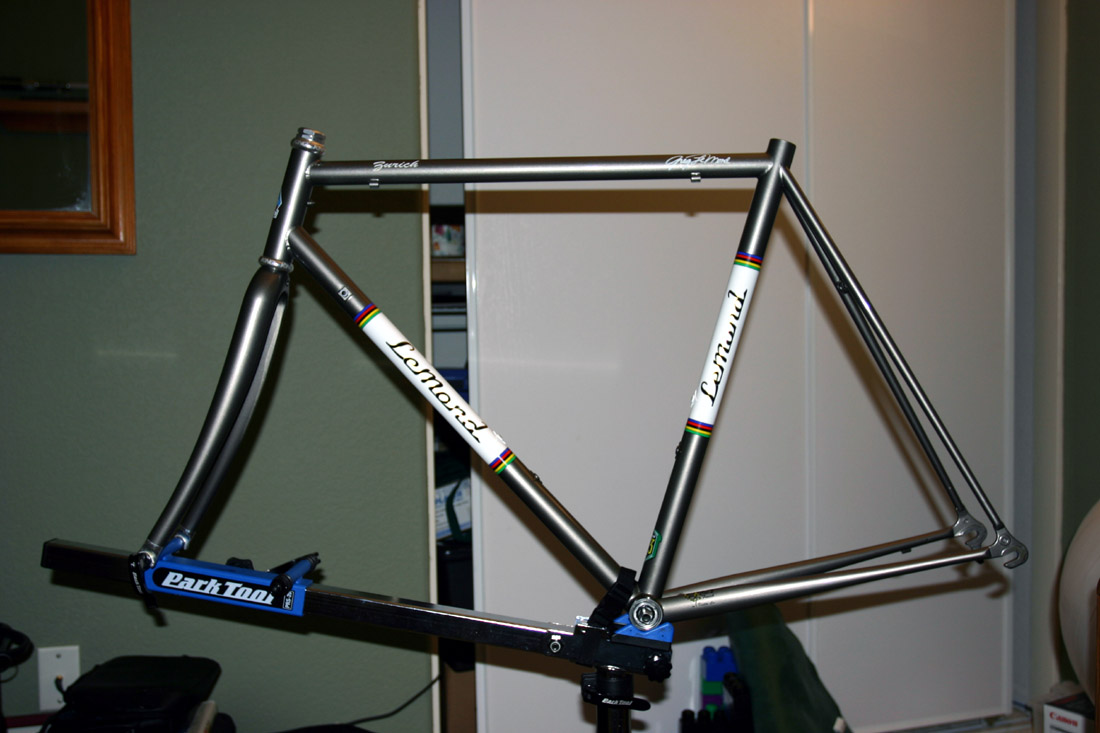
Cadre nu.

La forme du cadre du vélo donne la position du coureur sur son vélo. Sa forme est aussi réglementée par l'UCI.
La partie arrière du cadre est composée de deux triangles permettant de tenir l'axe de la roue arrière, ces triangles sont appelés des haubans. Le long tube montant du pédalier vers la selle est appelé tube vertical, c'est dans ce tube que vient se fixer le tube soutenant la selle, la tige de selle. Un tube diagonal et un tube horizontal rejoignent le tube de direction à l'avant du vélo. Ce tube de direction, relativement petit par rapport aux autres, soutient la fourche et les roulements nécessaires pour faire tourner la fourche par l'intermédiaire du guidon.

#### Transmission
On appelle transmission sur un vélo toutes les pièces mécaniques permettant de transformer le mouvement des jambes en rotation de la roue arrière. Le pédalier est constitué des manivelles sur lesquelles sont fixées les pédales. La rotation des plateaux entraine le déplacement de la chaîne, qui entraine le ou les pignons fixés sur la roue arrière. Les pignons permettant d'entrainer le mouvement de la roue arrière et donc le déplacement du vélo.
Les plateaux sont le plus souvent au nombre de deux ou trois. On appelle cassette l'ensemble des pignons situés sur la roue arrière. Ils sont fixés sur une roue libre, ainsi quand le coureur cycliste tourne les jambes les pignons font tourner la roue arrière, mais a contrario quand le coureur ne tourne pas les jambes, grâce à la roue libre, la roue continue de tourner et le vélo roule toujours. Au début des années 2000, on trouvait des cassettes constituées de 9 à 10 pignons. En 2008, un équipementier italien (Campagnolo) propose des cassettes de 11 pignons. Aujourd'hui, la totalité des fabricants de groupes proposent au moins un groupe 11 vitesses : Sram 22, Shimano Dura-Ace, Campagnolo Super Record 11v.
La combinaison du nombre de dents présentes sur les pignons et sur les plateaux s'appelle le braquet, par exemple pour un 50 dents sur le plateau et 14 dents sur le pignon on parle d'un braquet de 50 × 14. Le braquet définit le développement de la bicyclette, c'est-à-dire la distance effectuée par le vélo pour un tour complet du pédalier. Le développement peut être calculé en multipliant la circonférence de la roue par le ratio du nombre de dents sur le plateau par le nombre de dents sur le pignon. Plus le développement est petit, plus il est adapté à une route très pentue. Inversement, dans une descente le coureur utilise un gros développement.

#### Roue
Selon le règlement de l'UCI, les roues doivent avoir un diamètre identique à l'avant et à l'arrière, ce diamètre devant être compris entre 55 et 70 cm.

### Casque

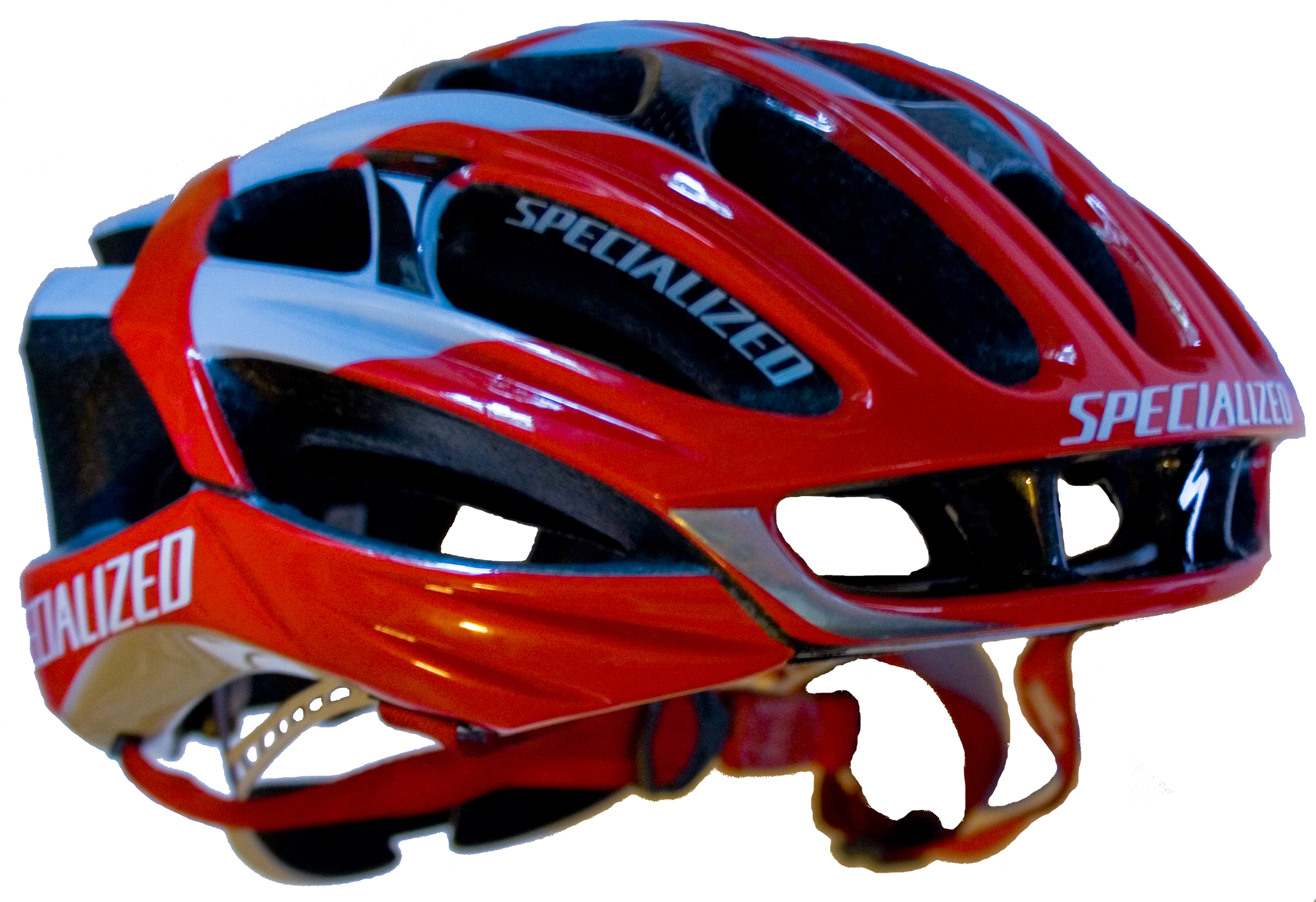
Casque.

Le port du casque est obligatoire dans toutes les compétitions de cyclisme sur route, ainsi que pour le cyclisme sur piste, le vélo tout-terrain, le cyclo-cross, le trial et le BMX.
Dans le cyclisme professionnel sur route, l'obligation du port du casque s'est faite graduellement. En effet, jusqu'au début des années 2000, le casque n'était pas obligatoire. Pendant longtemps, les coureurs se sont montrés hostiles à une telle obligation. En 1991, une grève des coureurs cyclistes avait été provoquée par une proposition de ce type. Par la suite, le port du casque n'était qu'une recommandation permanente émise par l'UCI. La mort d'Andrei Kivilev, le 12 mars 2003 pendant l'épreuve Paris-Nice a déclenché la mise en place de cette obligation, effective depuis le 5 mai 2003. Cet accident a aussi été pris en compte pour un projet de loi en France visant à l'obligation du port du casque à vélo.
Dans le cyclisme sur route, il a pour vocation principale de protéger la tête du coureur lors des chutes, mais aussi un but aérodynamique lors des épreuves contre-la-montre.

### Vêtements
Les vêtements employés par les coureurs cyclistes sont spécifiques à ce sport. En effet, les nombreuses heures passées sur la selle d'un vélo nécessitent des adaptations particulières. Le cuissard est le vêtement porté sur les cuisses du coureur, à l'intérieur de celui-ci se trouve une peau de chamois. Le cuissard est généralement réalisé dans un textile élastique afin que celui-ci ne se plie pas pendant que le coureur tourne les jambes. Le coureur ne porte pas de sous-vêtements sous son cuissard, le but de la peau de chamois étant de protéger la peau du coureur des irritations dues aux nombreux mouvements sur la selle du vélo. Les maillots sont portés généralement très près du corps, dans les épreuves contre-la-montre des maillots moulants sont utilisés afin d'optimiser l'aérodynamisme.
Des gants sont utilisés pour la pratique du cyclisme sur route. La plupart du temps ces gants sont courts, phalanges découvertes, ils ont pour vocation de diminuer les vibrations entre le guidon et les mains mais aussi de protéger la paume des mains lors d'une chute.
Dans le domaine de la compétition, qu'elle soit au niveau amateur ou professionnel, les vêtements du coureur sont utilisés comme support publicitaire par le sponsor finançant le club ou l'équipe. Au sein d'une même équipe ou d'un même club les coureurs portent tous la même tenue.
Il existe aussi des maillots distinctifs. Ainsi le champion du monde porte pendant une année le maillot arc-en-ciel. Les champions nationaux arborent aussi pendant une année un maillot aux couleurs de leurs pays. Certaines courses, telles les courses à étapes, décernent aussi des maillots distinctifs correspondant aux leaders des épreuves pendant la durée de celles-ci.

## Le cycliste et son environnement
Le cyclisme sur route est un sport se pratiquant en extérieur, sur des routes principalement faites pour la circulation motorisée. Pendant les périodes d'entrainement le coureur cycliste roule sur ces mêmes routes mais au milieu de cette circulation.

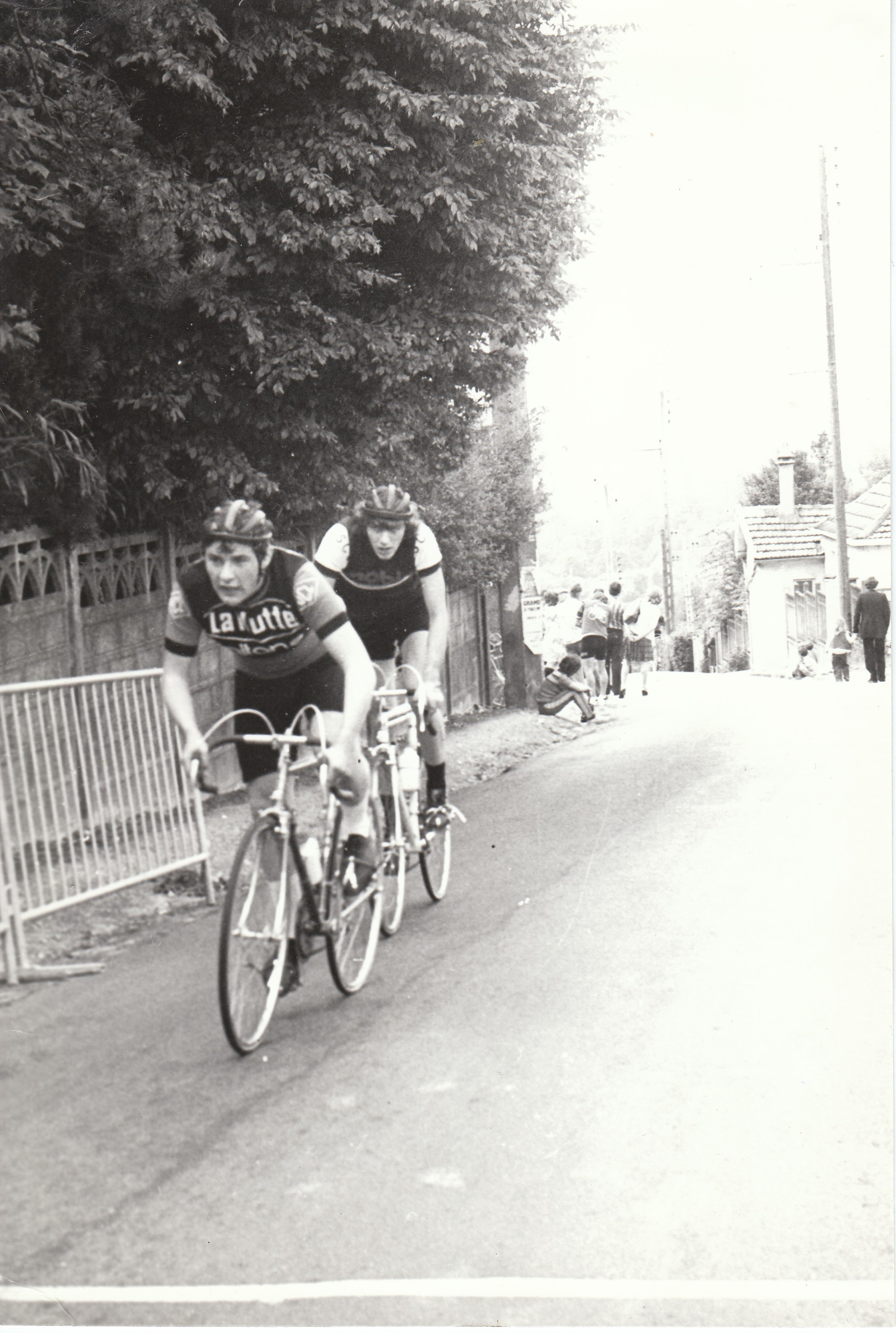
Course sur route

Il s'agit d'un sport individuel se pratiquant en groupe. Les sportifs, ou coureurs cyclistes, peuvent rouler ensemble sur toute la durée de l'épreuve, à l'exception des épreuves contre-la-montre. Un coureur cycliste abrité derrière un ou plusieurs autres coureurs peut économiser jusqu'à 30 % de son effort et 30 à 40 pulsations cardiaques par minute comparé à la même performance réalisée seul, cette valeur étant croissante avec la vitesse de déplacement. Ainsi les coureurs cyclistes tentent le plus possible de se protéger les uns des autres du vent.
Dans le cyclisme sur route est appelé vent la résistance à l'avancement de l'air due soit au déplacement des coureurs cyclistes soit à un vent se déplaçant dans le sens contraire des sportifs. Au départ d'une course, les coureurs se regroupent et forment un peloton. Dans un peloton, les coureurs se relayent, ainsi ce ne sont pas toujours les mêmes coureurs qui se trouvent en tête. L'action de passer en tête d'un groupe que ce soit un peloton ou un groupe plus petit s'appelle prendre un relais ; le coureur reste en tête quelques instants puis passe le relais à un autre coureur.
En cas de vent latéral, les coureurs s'organisent en éventail sur 4 ou 5 colonnes, et se placent en « relai continu » : ils sont toujours en déplacement dans l'éventail. Si un éventail est bien homogène et avec des relais rapides, la vitesse de celui-ci peut augmenter très rapidement.

## Entraînement
L'entraînement du cycliste, tout comme sa machine, a évolué et évolue encore. Aux premières heures du cyclisme sur route, les entraînements du particulier ne devaient consister en rien de plus « compliqué » que de passer des heures sur sa selle, avalant inlassablement (ou non) les kilomètres. Depuis, certaines évolutions ont permis d'optimiser la préparation et d'analyser les efforts, du simple amateur comme des professionnels…

### Appareils, outils d'analyse et applications numériques

#### Le compteur
Le compteur ou cyclomètre est un petit appareil que l’on fixe généralement sur ou dans le prolongement du guidon. Il est inévitablement relié à un/des capteur(s) qui mesure(nt) les informations dont il a besoin. Le capteur « principal » peut être relié physiquement au compteur, on parle alors de capteur « avec fil » ; ou au contraire, utiliser les ondes électromagnétiques pour communiquer ses informations, on parle alors de capteur « sans fil ». Le plus perfectionné de tous est le compteur fonctionnant avec un système GPS qui, relié par ondes au satellite, n’a plus besoin de capteur physique.
Le compteur indique selon les modèles, différentes informations. Il a pour fonctions basiques les mesures de la vitesse (instantanée, moyenne et maximale), le temps (de roulage et total ; chronomètre) et la distance (totale et partielle parfois) auxquels viennent s’ajouter des informations complémentaires comme la température, l’altitude, le dénivelé, la distance parcourue sur un dénivelé positif… Le compteur peut également être couplé avec d’autres capteurs que le « principal » et donner alors des informations sur la puissance (avec un capteur de puissance, voir le paragraphe PMA et Puissance pour plus de précisions), le rythme cardiaque (couplé à une ceinture thoracique) ou la fréquence de pédalage (relié à un capteur de fréquence de pédalage). Les compteurs GPS, connectés, peuvent également remplir les fonctions de GPS, lecteur de fichier GPX…
Toutes ces informations permettent au cycliste de se repérer pendant ses sorties - avec la vitesse instantanée, le kilométrage voire le GPS -, ses séances d’exercices - avec les informations de rythme cardiaque, fréquence de pédalage, etc., ou même et surtout après sa sortie, où il peut analyser ses données de vitesse moyenne, de puissance, voir son parcours ; avec plus ou moins de précision et de types d’information selon les outils dont il dispose.

#### Strava et autres
L’application Strava, créé en 2009 et disponible sur Android et IOS est une alternative gratuite (il existe aussi un abonnement Premium qui débloque d’autres fonctionnalités) au compteur GPS. En effet, fonctionnant elle aussi avec les systèmes de géolocalisation par satellite, Strava propose nombre de fonctionnalités pour les cyclistes. Tracé du circuit sur une carte, temps, vitesse moyenne, dénivelé, estimation des calories brûlées et de la puissance… mais pas seulement ! L’application est aussi et surtout un véritable réseau social pour les sportifs - et pas uniquement les cyclistes d’ailleurs, puisque Strava propose également les mêmes types de service pour la course, la marche, le ski de fond ou encore le stand-up paddle. Les « segments », des bouts de routes, chemins, référencés dans l'application et que chacun peut créer sont des portions où chaque passage d’utilisateur (connecté) est chronométré. Le but est évidemment de classer les utilisateurs sur les segments parcourus, de défier chacun à réaliser le meilleur temps sur un parcours, mais aussi de proposer une mesure de temps que l’on peut améliorer au fil du temps, pour arriver à battre ses propres records...[passage promotionnel]

#### PMA et Puissance
Dérivée de la VMA athlétique, la PMA signifie littéralement : Puissance Maximale Aérobie. La PMA est la puissance (Force*Vitesse d'exécution) maximale atteinte à VO2max. La puissance elle-même se mesure grâce à un capteur, de puissance donc, qui est néanmoins un outil relativement cher, mais toutefois très utile pour le coureur cycliste ou le cycliste professionnel, car la puissance est un indicateur plus fiable que la vitesse puisqu'elle représente l'effort produit, et non sa résultante, la vitesse. La PMA, comme la VMA, peut être augmentée grâce à un entraînement spécifique.

#### Zwift et le Home Trainer
Le Home Trainer est un outil efficace lorsque la météo des périodes hivernales empêche le cycliste de pratiquer en extérieur. La roue peut s'intégrer ou non au Home Trainer (selon son modèle). Si ce n'est pas le cas, il faudra démonter la roue arrière pour l'utiliser. Un appareil possédant une connexion particulière pourra se connecter à des logiciels tel que Zwift, qui propose un environnement virtuel dans lequel il est possible de s'entraîner comme de concourir contre les autres utilisateurs... De Watopia leur monde originel à Londres ou encore New York, Zwift propose de s'immerger sur les routes de plusieurs mondes fictifs ou inspirés de lieux réels, comme le mythique col de l'Alpes d'Huez.[passage promotionnel]

## Épreuves
Le cyclisme sur route propose différentes types d'épreuves. De nombreuses compétitions se disputent sur une journée, parmi lesquelles on distingue les classiques, terme désignant certaines courses ayant acquis une certaine notoriété comme Liège-Bastogne-Liège, Milan-San Remo ou Paris-Roubaix. Le terme course d'un jour est utilisé pour mettre en opposition ces compétitions aux courses à étapes. Ces courses se déroulent sur des durées pouvant aller de 2 jours, critérium international de la route, à 3 semaines, Tour de France (épreuve masculine). Il existe aussi des épreuves chronométrées, appelées contre-la-montre, disputées de façon individuelle ou en équipe.
Les épreuves, de tout type qu'elles soient, offrent aussi des variantes quant à la nature du parcours emprunté par les coureurs. Bruges-La Panne est une classique se disputant sur un parcours très plat, les classiques dites ardennaises (Liège-Bastogne-Liège, Amstel Gold Race et la Flèche wallonne) sur des parcours vallonnés, certaines étapes des grands tours sur des parcours de haute montagne. La nature de la chaussée utilisée distingue aussi certaines compétitions, des classiques comme Paris-Roubaix ou le Tour des Flandres sont notamment connues pour leur tronçons pavés.
La notion de Tour peut valoir aussi bien pour des courses d'un jour (exemples : Tour de Lombardie, Tour des Flandres) que pour des courses à étapes (exemples : Tour de France, Tour de Suisse).

### Épreuve d'un jour

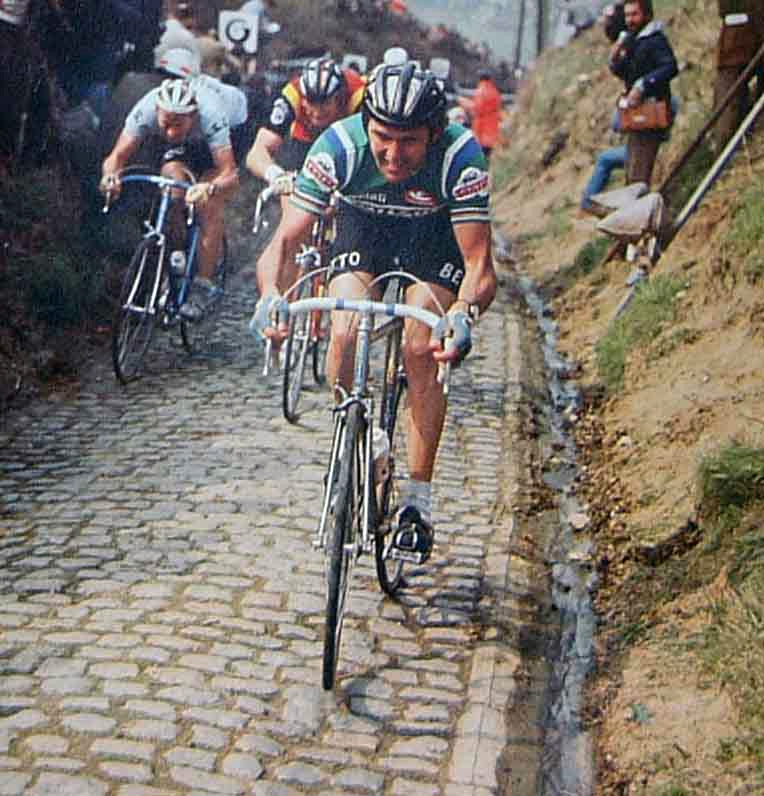
Secteur pavé sur le Tour des Flandres, classique disputée au mois d'avril en Belgique.

Certaines épreuves importantes dites d'un jour sont aussi dénommées classiques, les plus prestigieuses d'entre elles sont souvent appelées les classiques « Monuments ». Il s'agit de Milan-San Remo, le Tour des Flandres, Paris-Roubaix, Liège-Bastogne-Liège et le Tour de Lombardie (ordre chronologique traditionnel durant la saison masculine). L'ancienne coupe du monde de cyclisme organisée par l'UCI n'était constituée que d'épreuves d'un jour.
Les classiques se déclinent en plusieurs catégories en fonction de leur profil ou de leur géographie.
Les classiques « printanières » ont lieu en mars et surtout en avril, et représentent à cette période les principales échéances. Elles se distinguent en trois catégories majeures : les classiques italiennes (Strade Bianche et Milan-San Remo), les « ardennaises » (Flèche Brabançonne, Flèche Wallonne, Amstel Gold Race et Liège-Bastogne-Liège) et enfin les « flandriennes » (Gent-Wevelgem, Circuit Het Nieuwsblad, Grand Prix E3, À Travers la Flandre, Tour des Flandres et Paris-Roubaix). Les ardennaises se caractérisent par des difficultés courtes, asphaltées et fréquentes, et correspondent donc aux puncheurs. Les flandriennes comportent des secteurs pavés. Certaines flandriennes sont plates (Paris-Roubaix) tandis que d'autres ont des difficultés appelées monts (Tour des Flandres).
Le mois d'août comprend plusieurs classiques qui n'ont pas de rapport géographique, et ne constituent donc pas de géographie : la Classica San Sebastian, la Classique de Hambourg et la Bretagne Classic Ouest-France.
Enfin, le Tour de Lombardie qui a lieu en octobre est précédé de plusieurs semi-classiques en Italie (les Trois vallées varésines, le Tour d'Émilie, le Grand Prix Bruno Beghelli, le Tour du Piémont et certaines années Milan-Turin). Notons encore, en septembre, les grands prix canadiens : le Grand Prix cycliste de Québec et le Grand Prix cycliste de Montréal.
Certaines courses d'un jour sont appelées « semi-classiques » parce qu'elles n'ont pas le même prestige que les grandes classiques. Nous y retrouvons le Grand Prix de Fourmies, le Samyn, l'Eurométropole Tour ou encore le Trofeo Laigueglia.
Souvent, la distance parcourue donne une indication de l'importance d'une course : les Monuments font plus de 250 kilomètres, les autres classiques importantes font environ 220 kilomètres, et les classiques plus secondaires font entre 180 et 210 kilomètres. Les courses d'un jour sont généralement plus longues que les étapes de course par étapes.
Les championnats (championnats nationaux, championnats du monde, etc.) sont des courses d'un jour mais ne sont pas considérés comme des classiques.

### Course contre-la-montre

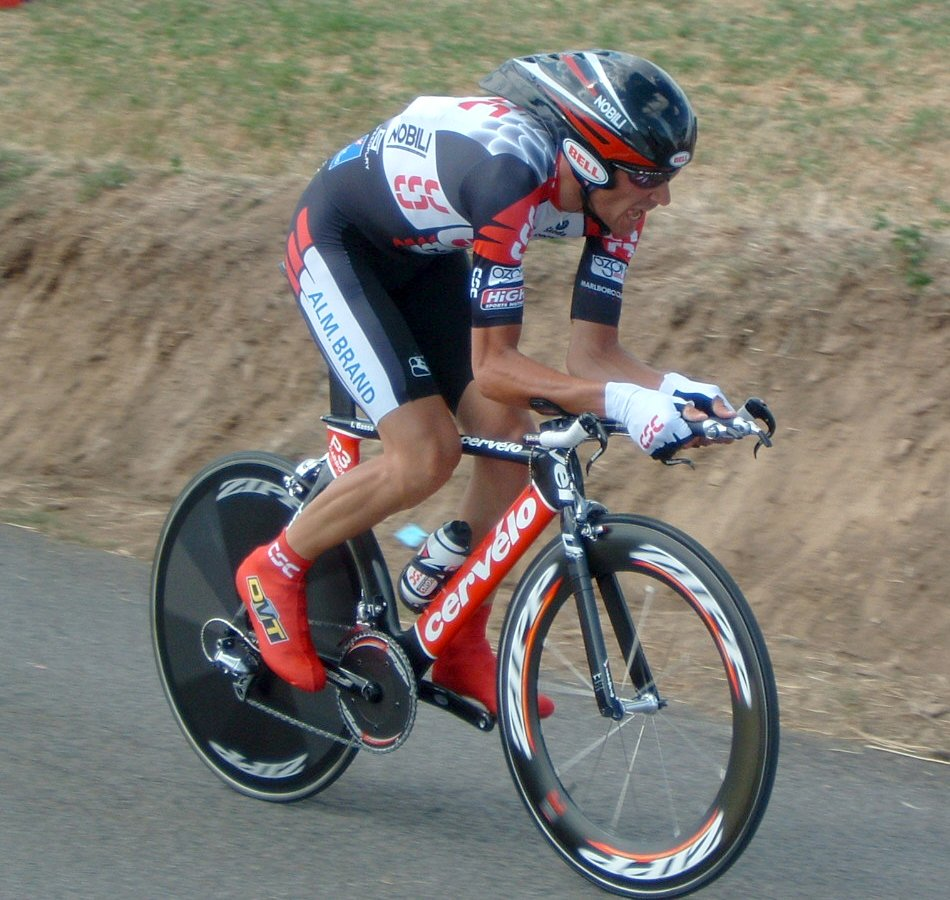
Ivan Basso lors de la du Tour de France 2005.

Les courses contre-la-montre sont des épreuves où les coureurs cyclistes réalisent le même parcours à tour de rôle, le vainqueur étant celui qui réalise le temps le plus court. Un contre-la-montre peut être individuel ou par équipe, il peut être disputé en tant qu'épreuve à part entière ou comme étape dans une course à étapes.
Le contre-la-montre individuel se dispute en solitaire, le coureur cycliste ne peut pas s'abriter derrière un autre concurrent possiblement attardé ou derrière des véhicules accompagnateurs. Le Chrono des Herbiers marque la fin de la saison cycliste professionnelle en France, il est l'un des rares contre-la-montre individuels se disputant en tant qu'épreuve à part entière. En effet, la majorité des courses contre-la-montre sont disputés au cours des courses à étapes. Un grand tour comme le Tour de France compte généralement deux ou trois étapes de ce type (dont un prologue, un contre-la-montre de moins de dix kilomètres le premier jour), pour une vingtaine d'étapes au total.
Dans le contre-la-montre par équipe, chaque équipe court groupée. Le temps attribué à l'équipe est le temps mis par le quatrième ou le cinquième coureur, selon le nombre au départ.
Depuis 1994, un championnat du monde contre-la-montre est organisé, l'épreuve se dispute de manière individuelle. Certains spécialistes des courses contre-la-montre se sont parfois attaqué au record de l'heure cycliste, Fausto Coppi, Roger Rivière, Jacques Anquetil, Eddy Merckx, Miguel Indurain, Bradley Wiggins, Victor Campenaerts ou Filippo Ganna (détenteur du record) notamment. Pour tenter de battre ce record le cycliste tourne une heure durant sur un vélodrome, les dernières tentatives ont eu lieu en altitude. Graham Obree a battu le record du monde de l'heure mais ce record ne fut pas homologué par l'UCI, à cause de l'architecture de son vélo qui n'était pas triangulaire.

### Course à étapes
Le terme course à étapes désigne les compétitions se déroulant sur plusieurs étapes. Chaque étape est l'objet d'un classement particulier, à l'issue de la dernière étape un classement général permet de désigner le vainqueur. Certaines courses peuvent proposer plusieurs étapes au cours de la même journée, le critérium international de la route se disputant en trois étapes réparties sur deux jours.
Les plus longues courses à étapes sont les trois grands tours : le Tour d'Espagne ou Vuelta, le Tour d'Italie ou Giro et le Tour de France ou La Grande Boucle. Ils se disputent sur trois semaines. De nombreuses courses réparties sur l'ensemble de la saison ont une durée d'environ une semaine : Tour de Suisse (9 jours), Tour du Qatar (6 jours), Paris-Nice (8 jours)… Généralement, plus une course par étape est longue, plus elle est prestigieuse. Cette règle ne s'applique cependant pas pour certaines courses asiatiques d'une dizaine de jours qui sont semi-professionnelles. Le concept des demi-étapes (une courte étape dans la matinée, une autre courte étape dans l'après-midi) est aujourd'hui désuet.
Le circuit féminin présente aussi des courses à étapes comme La Grande Boucle féminine internationale (variante féminine du Tour de France) qui s'est disputée sur deux semaines entre 1992 à 2003 ou le Tour de France Femmes qui est organisé sur huit étapes depuis 2022.
Les parcours empruntés par les courses à étapes peuvent être variés comme les trois grands tours qui associent des étapes de plat, de moyenne montagne ou de haute montagne. Souvent, l'une (ou plusieurs) des étapes est (sont) un (des) contre-la-montre. Quand la première étape d'une course à étapes est disputée contre-la-montre sur une distance très courte, elle est appelée prologue mais cette appellation a tendance à être moins utilisée. Certaines courses à étapes sont organisées en guise de préparation pour une échéance plus importante (Paris-Nice et Tirreno-Adriatico pour Milan-San Remo, Tour des Alpes et Tour de Romandie pour le Giro, Tour de Suisse et Critérium du Dauphiné pour le Tour de France, etc.).
Les courses par étape les plus prestigieuses sont le Critérium du Dauphiné, Paris-Nice, le Tour de Suisse, le Tour de Romandie, Tirrenno Adriatico et le Tour de Catalogne.

### Championnats internationaux

#### Jeux olympiques
Le cyclisme sur route a fait partie des sports olympiques dès les premiers Jeux olympiques modernes en 1896. Toutefois les épreuves étaient réservées jusqu'en 1996 aux cyclistes amateurs, dans ce sport où le professionnalisme est apparu très tôt. De ce fait les Jeux olympiques ont une aura moins grande en cyclisme que dans d'autres sports, tel que l'athlétisme.
L'épreuve de contre-la-montre est apparue en 1996.

#### Championnat du monde

Maillot arc-en-ciel de champion du monde.

Des championnats du monde de cyclisme sur route sont organisés annuellement, depuis 1927 pour les hommes, et depuis 1958 pour les femmes. Depuis 1994 une épreuve contre-la-montre est aussi organisée. Les championnats du monde couvrent une semaine entière et sont constituées d'une douzaine d'épreuves. En effet, chaque catégorie (Femmes Elites, Hommes Elites, Femmes Espoirs, Hommes Espoirs, Femmes Juniors, Hommes Juniors) dispute une épreuve en ligne et une épreuve chronométrée. Le (la) champion(ne) du monde porte le maillot arc-en-ciel de sa catégorie (course sur route ou contre-la-montre) pendant une année pour le type de course (course sur route ou contre-la-montre) où il (elle) s'aligne. En 1994, puis de 2012 à 2018, un contre-la-montre par équipe a également été organisé chez les hommes élites (la déclinaison féminine n'a durée que quelques années). À partir de 2019, cette épreuve est remplacée par le contre-la-montre mixte : chaque pays participant doit présenter trois femmes et trois hommes, les deux trios séparément.
Chaque année, une ville différente accueille les championnats du monde. Les villes européennes sont les plus représentées, mais la Colombie, le Japon, les États-Unis ou encore le Qatar ont déjà accueilli des championnats du monde.

#### Championnats d'Europe et d'autres continents

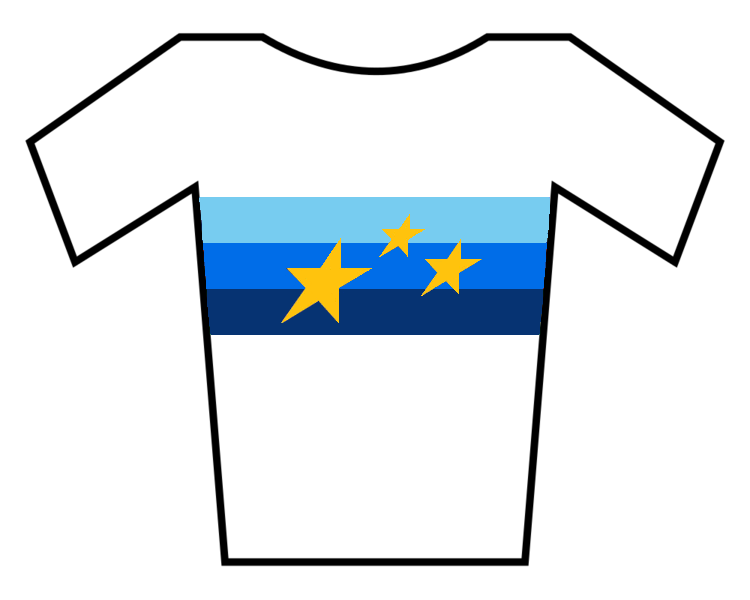
Maillot de champion d'Europe en 2016

Déjà existants depuis les années 1970, les championnats d'Europe sont ouverts aux professionnels (hommes et femmes) depuis 2016. En 2016, Peter Sagan gagne à Plumelec (France). En 2017, Alexander Kristoff l'emporte à Herning (Danemark), Matteo Trentin lui succède à Glasgow (Royaume-Uni), et Elia Viviani est devenu champion d'Europe en 2019 à Alkmaar (Pays-Bas). Chez les femmes, Anna Van der Breggen, Marianne Vos, Marta Bastianelli et Amy Pieters sont les premières vainqueures.

## Records
Les records peuvent être listés selon deux critères : une performance horaire sur un parcours défini ou un nombre de victoires. Chaque compétition peut établir son propre palmarès sur les records de victoires, il n'est pas possible de tous les lister. On peut cependant évoquer les 11 grands tours remportés par Eddy Merckx dont cinq victoires dans le Tour de France. Eddy Merckx est aussi le coureur ayant remporté le plus grand nombre de victoires dans une carrière professionnelle, 525 (333 hors-critérium). Sept coureurs ont réussi à remporter au moins une fois chacun des trois Grands Tours et seulement trois (tous Belges) ont gagné les cinq plus importantes courses classiques d'un jour appelées les Monuments du cyclisme. Cinq coureurs ont remporté trois fois la course en ligne du championnat du monde.
Les performances horaires sont peu significatives dans la mesure où les parcours des courses évoluent. Ainsi entre les années 1960 et le début des années 2000 le temps de parcours pour Paris-Roubaix a augmenté, les organisateurs ayant accru la longueur de la course sur secteur pavé. Aucun temps de parcours ne constitue donc un record officiel dans les épreuves sur route.

### Record de l'heure
Cependant un record réalisé sur piste est très lié au cyclisme sur route. Le record de l'heure, disputé sur vélodrome, a vu de nombreux coureurs habituellement concernés par les épreuves sur route s'y attaquer (Fausto Coppi, Eddy Merckx, Jeannie Longo…). Il s'agit de réaliser la plus grande distance en une heure, départ arrêté. De nombreuses performances réalisées dans le cadre de ce record ont été invalidées rétroactivement par l'UCI, notamment les records de Francesco Moser, Graham Obree, Miguel Indurain et Tony Rominger réalisés dans les années 1980 et 1990. L'UCI a défini un type de vélo et a exclu toutes les performances réalisées avec du matériel ne correspondant pas à ce standard. Actuellement ce record est détenu par Filippo Ganna qui a réalisé 56,792 km en 2022.

## Coureurs et coureuses cyclistes sur route

### Popularité des coureurs
Depuis les débuts du cyclisme sur route, les vainqueurs et autres participants des courses ont bénéficié d'une importante reconnaissance populaire et d'un respect du grand public du fait de leurs exploits relatés d'abord grâce aux articles de la presse écrite et des journaux qui organisent et financent les courses, ensuite par les reportages radiophoniques et enfin par les retransmissions télévisées en noir et blanc puis en couleurs avec des moyens logistiques toujours plus importants.
La proximité du public avec les coureurs au départ d'une course, le long du parcours qui se déroule sur la voie publique et à l'arrivée ainsi que la gratuité des courses pour le public contribuent à la popularité du cyclisme sur route dont les coureurs sont le centre d'intérêt et la raison d'être.

### Champions
Les meilleurs coureurs sont habituellement qualifiés de champions aux yeux du public même s'ils n'ont pas remporté de titre officiel de champion du monde ou national. En Italie, le premier campionissimo est Costante Girardengo pendant les années qui suivent la Première Guerre mondiale puis Alfredo Binda quelques années plus tard. Chaque pays où le cyclisme est populaire a ses champions suivant les époques.
Parfois, il est arrivé que deux coureurs d'un même pays et d'une même époque exacerbent les passions comme Fausto Coppi et Gino Bartali le firent dans les années 1940-1950 ou Francesco Moser et Giuseppe Saronni au début des années 1980 en Italie, Ferdi Kübler et Hugo Koblet en Suisse au début des années 1950, Jacques Anquetil et Raymond Poulidor en France dans les années 1960 ou encore Eddy Merckx et Roger De Vlaeminck en Belgique dans les années 1970. À partir des années 1980, le cyclisme sur route qui était surtout populaire dans quelques pays européens s'internationalise et des champions d'autres pays et d'autres continents (principalement l'Amérique et l'Océanie) se font connaître du grand public.
La plupart des grands champions reçoivent des surnoms donnés par le public ou par la presse comme Federico Bahamontes : l'Aigle de Tolède, Raymond Poulidor : Poupou, Eddy Merckx : le Cannibale ou Bernard Hinault : le Blaireau.

### Coureurs ayant remporté au moins 8 victoires sur les 9 courses les plus importantes du cyclisme sur route
Il est difficile de ne retenir que les courses les plus importantes, certaines classiques ayant été autrefois plus prestigieuses qu'actuellement comme Paris-Tours ou la Flèche wallonne, ayant été modifiée comme Paris-Bruxelles ou ayant disparu comme Bordeaux-Paris. D'autres courses plus récentes comme les Strade Bianche (courues par les professionnels depuis 2007) ont pris aujourd'hui de l'importance. La course en ligne masculine de cyclisme sur route aux Jeux olympiques d'été n'est accessible aux coureurs professionnels qu'à partir de 1992.
Aujourd'hui, les neuf compétitions les plus importantes, les plus prestigieuses et parmi les plus anciennes du cyclisme sur route sont : 
- le classement général des trois Grands Tours - UCI World Tour en catégories 1 - (Tour de France) et 2 - (Tour d'Italie et Tour d'Espagne),
- les cinq Monuments du cyclisme - UCI World Tour en catégorie 3 - (classiques : Milan-San Remo, le Tour des Flandres, Paris-Roubaix, Liège-Bastogne-Liège et le Tour de Lombardie),
- la course en ligne du championnat du monde, organisée depuis 1927 avec équipes nationales, hors UCI World Tour,

En totalisant les victoires obtenues sur ces neuf compétitions (trois courses par étapes et six courses d'un jour), on dénombre à ce jour 17 coureurs ayant remporté un total d'au moins 8 victoires sur ces 9 courses (classés par nombre de victoires, par nombre de courses différentes gagnées puis par ordre chronologique) :
après le Tour de France 2025
en gras : coureur en activité.
| Coureurs             | Première victoire | Dernière victoire | TdIt GT | TdFr GT | TdE GT | MSR MO | TdFl MO | P-R MO | LBL MO | TdL MO | Ch.du Monde (*) | Total | Courses différentes |
| -------------------- | ----------------- | ----------------- | ------- | ------- | ------ | ------ | ------- | ------ | ------ | ------ | --------------- | ----- | ------------------- |
| Eddy Merckx          | 1966              | 1976              | 5       | 5       | 1      | 7      | 2       | 3      | 5      | 2      | 3               | 33    | 9                   |
| Fausto Coppi         | 1940              | 1954              | 5       | 2       |        | 3      |         | 1      |        | 5      | 1               | 17    | 6                   |
| Bernard Hinault      | 1977              | 1985              | 3       | 5       | 2      |        |         | 1      | 2      | 2      | 1               | 16    | 7                   |
| Tadej Pogačar        | 2020              | 2025              | 1       | 4       |        |        | 2       |        | 3      | 4      | 1               | 15    | 6                   |
| Alfredo Binda        | 1925              | 1933              | 5       |         |        | 2      |         |        |        | 4      | 3               | 14    | 4                   |
| Gino Bartali         | 1936              | 1950              | 3       | 2       |        | 4      |         |        |        | 3      |                 | 12    | 4                   |
| Roger De Vlaeminck   | 1970              | 1979              |         |         |        | 3      | 1       | 4      | 1      | 2      |                 | 11    | 5                   |
| Costante Girardengo  | 1918              | 1928              | 2       |         |        | 6      |         |        |        | 3      |                 | 11    | 3                   |
| Felice Gimondi       | 1965              | 1976              | 3       | 1       | 1      | 1      |         | 1      |        | 2      | 1               | 10    | 7                   |
| Rik Van Looy         | 1958              | 1965              |         |         |        | 1      | 2       | 3      | 1      | 1      | 2               | 10    | 6                   |
| Sean Kelly           | 1983              | 1992              |         |         | 1      | 2      |         | 2      | 2      | 3      |                 | 10    | 5                   |
| Jacques Anquetil     | 1957              | 1966              | 2       | 5       | 1      |        |         |        | 1      |        |                 | 9     | 4                   |
| Mathieu van der Poel | 2020              | 2025              |         |         |        | 2      | 3       | 3      |        |        | 1               | 9     | 4                   |
| Louison Bobet        | 1951              | 1956              |         | 3       |        | 1      | 1       | 1      |        | 1      | 1               | 8     | 6                   |
| Francesco Moser      | 1975              | 1984              | 1       |         |        | 1      |         | 3      |        | 2      | 1               | 8     | 5                   |
| Rik Van Steenbergen  | 1944              | 1957              |         |         |        | 1      | 2       | 2      |        |        | 3               | 8     | 4                   |
| Tom Boonen           | 2005              | 2012              |         |         |        |        | 3       | 4      |        |        | 1               | 8     | 3                   |

(*) course en ligne du championnat du monde sur route
Le Belge Eddy Merckx y a récolté 33 victoires et est le seul à avoir remporté ces neuf courses (chacune au moins deux fois sauf le Tour d'Espagne qu'il n'a couru qu'une seule fois). On remarque que seulement trois coureurs du XXIe siècle dont deux en activité figurent dans cette liste de 8 victoires et + et que seulement six nationalités y sont représentées : six Italiens, cinq Belges, trois Français, un Irlandais, un Slovène et un Néerlandais. Les Italiens sont les recordmen de victoires sur les Grands Tours (85) alors que les Belges comptent le plus de succès sur les Monuments du cyclisme (222) et lors de la course en ligne du championnat du monde (27).

### Coureurs ayant remporté 7 victoires sur les 9 courses les plus importantes du cyclisme sur route
Huit cyclistes ont obtenu sept victoires dans ces neuf courses, à savoir les Italiens Moreno Argentin (6 Monuments et 1 course en ligne des championnats du monde), Paolo Bettini (5 Monuments et 2 courses en ligne des championnats du monde) et Vincenzo Nibali (4 Grands Tours et 3 Monuments), les Espagnols Miguel Indurain (7 Grands Tours) et Alberto Contador (7 Grands Tours), le Français Henri Pelissier (1 Grand Tour et 6 Monuments), le Suisse Fabian Cancellara (7 Monuments), le Belge Johan Museeuw (6 Monuments et 1 course en ligne des championnats du monde) et le Britannique Christopher Froome (7 Grands Tours).

### Coureurs en activité ayant remporté le plus de victoires sur les 9 courses les plus importantes du cyclisme sur route
Parmi les coureurs toujours en activité (avril 2025), le Slovène Tadej Pogačar a remporté 15 victoires (5 Grands Tours, 9 Monuments et 1 course en ligne des championnats du monde), le Néerlandais Mathieu van der Poel a obtenu 9 victoires (8 Monuments et 1 course en ligne des championnats du monde), le Britannique Christopher Froome compte 7 victoires (toutes acquises lors de Grands Tours). Le Slovène Primož Roglič compte 6 victoires (5 Grands Tours et 1 Monument). Le Belge Remco Evenepoel compte 4 victoires (1 Grand Tour, 2 Monuments et 1 course en ligne des championnats du monde).

### Pays ayant remporté le plus de victoires sur les 9 courses les plus importantes du cyclisme sur route
après après Paris-Roubaix 2025
| Pays     | Première victoire | Dernière victoire | TdIt GT | TdFr GT | TdE GT | MSR MO | TdFl MO | P-R MO | LBL MO | TdL MO | Ch.du Monde (*) | Total | Courses différentes |
| -------- | ----------------- | ----------------- | ------- | ------- | ------ | ------ | ------- | ------ | ------ | ------ | --------------- | ----- | ------------------- |
| Belgique | 1892              | 2024              | 7       | 18      | 8      | 23     | 69      | 57     | 61     | 12     | 27              | 282   | 9                   |
| Italie   | 1897              | 2021              | 69      | 10      | 6      | 51     | 11      | 14     | 12     | 69     | 19              | 261   | 9                   |
| France   | 1899              | 2021              | 6       | 36      | 9      | 14     | 3       | 28     | 5      | 12     | 10              | 123   | 9                   |
| Espagne  | 1941              | 2018              | 4       | 12      | 32     | 5      | 0       | 0      | 4      | 2      | 6               | 65    | 7                   |
| Pays-Bas | 1947              | 2025              | 1       | 2       | 2      | 4      | 13      | 10     | 4      | 4      | 8               | 48    | 9                   |
| Suisse   | 1923              | 2014              | 3       | 2       | 5      | 2      | 4       | 4      | 6      | 5      | 3               | 34    | 9                   |

(*) course en ligne du championnat du monde sur route
Chaque pays organisant un Grand Tour ou un Monument en possède le record de victoires sauf Paris-Roubaix dont les vainqueurs les plus nombreux sont Belges.

### Types de coureurs
Les coureurs ou coureuses cyclistes sur route tentent d'exceller sur tous les terrains qu'ils rencontrent en course : les ascensions courtes ou longues, les descentes, les longues distances plates ou vallonnées, les revêtements spécifiques de chaussées (pavés), les arrivées au sprint, etc.
Plusieurs types de coureurs composent le peloton : 
- les sprinteurs, rapides sur une très courte distance avant la ligne d'arrivée, souvent emmenés par un (ou plusieurs) équipier qualifié de poisson-pilote,
- les grimpeurs, souvent de petite taille, légers ou minces, capables de placer des accélérations quand la route s'élève en montagne lors de longues ascensions,
- les puncheurs, susceptibles d'accélérer sur des côtes plus courtes que les grimpeurs,
- les rouleurs, en tête du peloton pendant de longues distances pour en imprimer le tempo et aussi spécialistes des courses disputées contre-la-montre.

### Cyclisme féminin

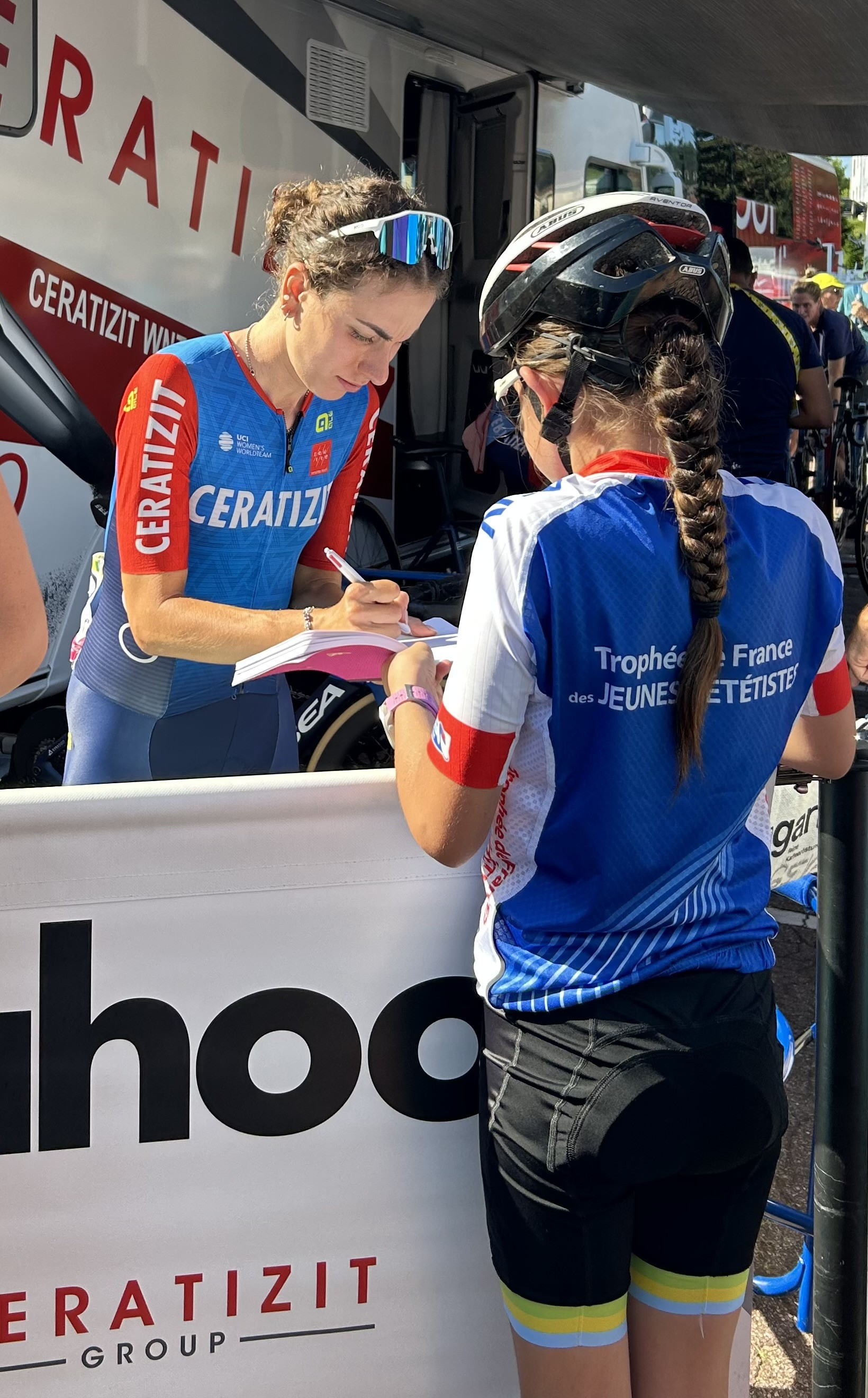
Une coureuse de l'équipe Ceratizit-WNT en dédicace auprès d'une jeune cycliste.

Le cyclisme féminin se développe après la Seconde Guerre mondiale. Le premier championnat du monde féminin de cyclisme sur route est organisé en 1958. La coureuse française Jeannie Longo est la première championne populaire dans les années 1980-1990 suivie par la Néerlandaise Leontien van Moorsel. Depuis les années 2000, les coureuses néerlandaises dominent le cyclisme féminin. comme Annemiek van Vleuten, Anna van der Breggen et Marianne Vos.

## Organisation internationale et réglementation

### Historique

#### L’instauration des divisions (1997-2004)
Avec l'ouverture du cyclisme hors d'Europe et la multiplication des équipes, le nombre de celles-ci était devenu trop grand et leur lisibilité peu claire. En 1997, l'UCI décide donc de réunir les vingt-deux premières équipes du Classement UCI par équipes dans une 1re division et les 41 suivantes dans une 2e division. Les budgets des équipes de 1re division évoluent de 1,2 (Scrigno-Gaerne, Ceramiche Refin - Mobiletta) à 6 millions d'euros (Mapei - GB). Les équipes de première division ont une qualification d'office aux épreuves de la Coupe du monde et sont généralement prioritaires pour les plus grandes courses. Le système est semi-fermé : si seules les 22 meilleures équipes du classement UCI sont autorisées à s'inscrire en D1, ce classement est constitué en additionnant les points des membres de l'équipe et est validé tout à la fin de la saison : de nouvelles équipes ayant embauché de très bons coureurs peuvent donc intégrer directement la D1. De plus, l'UCI exige un budget minimal à l'inscription en D1. Peu de changements en 1998 : Riso Scotti - MG remplace Scrigno-Gaerne, reléguée en 2e division, avec 49 autres équipes.
En 1999, tandis que dans l'élite Riso Scotti et Ballan sont remplacées par la nouvelle équipe Lampre et l'ancienne équipe de D2 Vini Caldirola, le nombre d'équipes de seconde division redescend à 41 et une troisième division, accueillant 17 équipes, est créée. Celle-ci accueille les équipes sur des critères financiers, et le seul moyen pour une GS3 de passer en GS2 est d'augmenter son budget. Malgré cette inflation, l'internationalisation du cyclisme reste faible puisqu'hormis sept équipes américaines et une équipe colombienne, toutes les équipes restent européennes. En 2000 Crédit agricole et Cantina Tollo sont reléguées en D2, Vinavil - Riso Scotti disparaît. Elles sont remplacées dans l'élite par deux anciennes D2, l'italienne Liquigas - Pata et la danoise Memorycard - Jack & Jones et la nouvelle et très ambitieuse équipe de Giancarlo Ferretti Fassa Bortolo. À cette date, les budgets évoluent entre deux (Memorycard - Jack & Jones) et sept millions d'euros (Mapei), avec une médiane de trois millions. La seconde division accueille 49 formations, dont certaines assez importantes (Crédit agricole, Cantina Tollo et Euskaltel - Euskadi avant tout). Les équipes de troisième division sont au nombre de 24.
En 2001, AG2R Prévoyance, La Française des jeux rejoignent la deuxième division, Vitalicio Seguros, Polti et Farm Frites se retirent. Elles sont remplacées par Crédit agricole, Team Coast, Euskaltel - Euskadi, Mercury - Viatel (deuxième équipe américaine en première division) et la nouvelle équipe belge Domo - Farm Frites. La deuxième division revient à 41 équipes. La troisième se développe fortement, avec 33 formations, dont une canadienne et deux sud-africaines.
En 2002, nouvelle évolution, qui préfigure le système ProTour : le nombre d'équipes GS1 est porté à trente, ce qui permet à des petites équipes comme les françaises Big Mat - Auber 93 et Bonjour ou la portugaise Milaneza - MSS de rejoindre l'élite. Cependant, afin de ne pas compliquer outre-mesure la tâche des organisateurs des grandes courses, qui ne peuvent inviter autant d'équipes, un « Top Club » est créé, dont les dix équipes sont sélectionnées d'office aux Classiques et aux Grands Tours. Les huit équipes suivantes au classement UCI sont elles aussi sélectionnées d'office en Coupe du Monde, la sélection d'office en Grand Tour ne concernant que les formations ayant remporté le prix par équipe sur l'un d'entre eux. Liquigas et Festina disparaissent, et Mercury, ayant revu à la baisse ses ambitions, retourne en deuxième division. Celle-ci tombe à 32 membres, à la suite de l'élargissement de la D1. Les 44 équipes de troisième division confirment le succès de celle-ci. Pour la première fois y apparaissent une équipe australienne, iteamNOVA.com, et une équipe asiatique, la taïwanaise Giant Asia Racing.
En 2003, le système perdure. Mapei et Domo disparaissent et trois équipes (dont Big Mat et Mercatone Uno) sont reléguées. Celles-ci sont remplacées par quatre petites formations de D2 et surtout une nouvelle équipe, partiellement bâtie sur les ruines de Domo et Mapei, Quick Step - Davitamon. La D2 tombe à 29 membres. La D3, de son côté, connaît un réel succès, avec 68 équipes enregistrées, dont quatre japonaises, parmi lesquelles Shimano Racing, une Hong Kongaise (Marco Polo Cycling Team) et une nouvelle équipe sud-africaine, Barloworld. De même en 2004. La première division s'enrichit de nombre de petites équipes de D2 qui ne sont invitées par aucune grande épreuve, la D2 continue à se réduire, avec seulement 20 membres, dont la vétérane Kelme, reléguée pour raisons financières. Parallèlement, la D3, avec 87 équipes, dont une indonésienne, continue son explosion.
Le système commence donc à montrer en 2004 quelques limites : la D1, pléthorique, comprend de nombreuses équipes inconnues du grand public et qui n'intéressent pas les organisateurs, la D2 est vidée tandis que la D3 montre l'attractivité du cyclisme à petite échelle. L'UCI décide donc de réformer le système en profondeur.

#### Mise en place du circuit ProTour en 2005
En 2005, l'UCI met en place un nouveau calendrier de compétitions réservées à l'élite du cyclisme sur route, qui demande aux équipes de haut niveau de participer à des épreuves réparties sur toute l'année au sein du « Circuit ProTour ». Chaque épreuve donne, selon son importance, un certain nombre de points et deux classements sont réalisés en parallèle afin de désigner sur l'année le meilleur coureur et la meilleure équipe. Les vingt équipes possédant la licence ProTour peuvent également participer aux courses hors ProTour, réparties en trois catégories 1.HC/2.HC pour les plus importantes (des anciennes 1.1 et 2.1 pour la plupart, les 1.HC et 2.HC ayant intégré le ProTour), 1.1/2.1 pour les anciennes 1.2/2.2 et 1.3/2.3 et 1.2/2.2 pour les anciennes 1.4/2.4 et 1.5/2.5. Les équipes et coureurs du ProTour ne marquent cependant aucun point sur ces épreuves. Ce système a été très critiqué à son instauration, et l'est encore en 2007. En effet, fermé aussi bien quant aux équipes (les meilleures équipes continentales ne peuvent y monter pour des raisons sportives) qu'aux courses (des courses artificielles comme le Tour de Pologne ou le contre-la-montre d'Eindhoven se retrouvent plus importantes que des courses telles que les Grands Prix de Francfort ou de Zurich), il fait avant tout primer l'aspect financier : le budget des plus grosses équipes avoisine les 13 millions d'euros, soit le double des plus gros budgets cinq ans plus tôt. De plus les organisateurs de grandes courses ont obligation d'inviter vingt équipes, ce qui laisse une place assez restreinte aux invitations. Enfin, aucun point n'étant attribué aux coureurs dans les moins grandes courses, les organisateurs ont peu espoir d'attirer de grands coureurs, si ce n'est en début de saison lorsqu'il s'agit de la préparer.
De son côté, l'ex-Division 2 est rebaptisée « Continentale Pro » et l'ex-Division 3 « Continentale ». Chaque équipe est inscrite sur un circuit selon son continent d'appartenance, afin de favoriser l'émergence d'équipe sur des continents peu touchés par le cyclisme, comme l'Afrique ou l'Asie. Chaque continent possède un circuit de courses particulières, aboutissant à la fin de l'année sur cinq classements distincts (le plus prestigieux étant celui de l'Europe Tour), par équipe, coureur et nations. Cependant n'importe quelle équipe continentale peut participer à n'importe quelle épreuve des circuits continentaux de cyclisme, et un coureur cycliste européen peut très bien, techniquement, gagner l'Asian Tour. Cependant, dans les faits, les circuits restent assez cloisonnés. De plus, toutes les courses du calendrier du ProTour délivrent des invitations dont bénéficient une ou plusieurs des équipes « continentales Pro ». AG2R Prévoyance a ainsi été invitée à disputer le Tour de France 2005, tandis que les équipes Acqua & Sapone, Panaria et Naturino étaient présentes sur le Tirreno-Adriatico 2005.
Le but premier affiché par l'UCI est d'assurer une meilleure lisibilité du cyclisme, et de favoriser sa mondialisation. Début 2005, la situation est contrastée. Si les vingt équipes du ProTour sont indiscutablement celles réunissant les meilleurs coureurs, les circuits continentaux sont dominés par l'Europe Tour, qui réunit 21 des 24 équipes « Continentales pro » et 79 des 114 équipes continentales. L'Afrique et l'Océanie n'ont pas d'équipe « Continentale pro » et seulement quatre équipes continentales, sud-africaines et australiennes. Il n'y a aucune équipe d'Amérique centrale ou du Sud hormis l'ancienne Selle Italia. Cependant, des progrès notables sont effectués en Asie, avec une équipe indonésienne « Continentale Pro » (Wismilak international Team) et treize équipes continentales, dont une chinoise, une iranienne, une malaisienne, une philippine, une kazakhe et une qatarie.
En 2006, l'équipe AG2R Prévoyance remplace dans le ProTour l'équipe Fassa Bortolo dissoute à la fin de la saison 2005. Le circuit continental continue son développement, avec 26 équipes (dont 23 européennes) « continentales Pro » et 125 équipes continentales (dont 89 européennes). Si en Afrique la situation se dégrade, avec une seule équipe, sud-africaine, enregistrée, l'Amérique se diversifie, avec l'apparition de deux équipes continentales mexicaines, d'une Colombienne et d'une Portoricaine. On compte désormais quatre équipes continentales australiennes, et toujours onze équipes continentales asiatiques.
Fin 2006, l´équipe Liberty Seguros, devenue Astana - Würth en cours de saison, se retire, ainsi que l´équipe Phonak. Astana continue seule dans le cyclisme et Phonak est remplacée par Unibet.com. Sur les circuits continentaux, quelques changements : une équipe australienne passe « Continentale Pro », Drapac Porsche development program, trois équipes colombiennes et, nouveauté, deux équipes brésiliennes apparaissent. L'Europe domine cependant toujours, avec 22 des 27 équipes « Continentales Pro » et 94 des 135 équipes continentales.

## Chômage
Au même titre que n'importe quelle activité professionnelle, le cyclisme est également touché par le chômage.

À titre d'exemple, en 1981 le nombre de coureurs professionnels était d'environ 500 (115 en Espagne, 171 en Belgique, 22 en France).

## Universalité
Le cyclisme sur route a pendant longtemps été dominé par les pays européens. Chez les hommes, Greg LeMond est, en 1983, le premier non-Européen champion du monde. Entre 1927 et 2009, seules quatre éditions des championnats du monde de cyclisme sur route ont été remportées par des coureurs d'un autre continent que l'Europe, Greg LeMond les éditions de 1983 et 1989 et Lance Armstrong l'édition de 1993 tous deux des États-Unis, ainsi que l'Australien Cadel Evans en 2009. Chez les femmes, entre 1958 et 2007, deux Américaines se sont imposées Audrey McElmury en 1969 et Beth Heiden en 1980, les autres épreuves étant remportées par des Européennes.
Aujourd'hui encore l'Europe est le continent qui domine cette discipline autant au niveau des équipes que des coureurs. Pourtant, le peloton s'internationalise: 8 des 19 équipes World Tour sont non européennes en 2020 (2 américaines, 1 israélienne, 1 bahrëinienne, 1 émiratie, 1 australienne, 1 sud africaine, 1 kazakhe). Selon le classement UCI, en mars 2020, 17 des 100 meilleurs coureurs actuels sont non européens (sans compter deux Russes).
Les courses se développent sur tous les continents depuis une quinzaine d'années: en Chine, en Argentine, au Gabon, en Colombie, au Canada, et plus encore aux États-Unis et en Australie.

## Médias

### Presse écrite
En France Vélo Magazine et Planète cyclisme sont des magazines mensuel français spécialisés dans le cyclisme.

### Médias audiovisuels
Chaque année de nombreuses courses cyclistes sont diffusées à la télévision et parfois à la radio. Depuis 1985, le Tour de France est diffusé en intégralité sur France Télévision.

## Culture

### Dans la littérature
Modèle:Section source secondaire
Un nombre -important de livres ayant pour sujet le cyclisme sur route a été écrit. La majeure partie d'entre eux sont des livres documentaires expliquant le parcours d'un coureur ou d'une équipe, résumant l'histoire d'une course ou d'un maillot ou encore rendant compte de l'histoire du cyclisme sur route au cours d'une période définie. Les biographies et les autobiographies sont fréquentes. Le dopage, généralement incarné par Lance Armstrong, est également un thème souvent repris.
Des romans ont également été publiés, assez nombreux pour que le magazine Slate estime que le cyclisme est le sport le plus traité par les auteurs français.
Il existe également des bandes dessinées axées sur le cyclisme, parmi lesquelles Les Vélomaniacs ou Les Cyclistes.
Réservés aux adolescents voire aux enfants, les mangas de sport ont une déclinaison cyclisme, représentée par exemple par Yowamushi Pedal, Over Drive ou encore Les petits vélos.
Des poèmes ont aussi été rédigés, généralement en hommage à un cycliste particulier.

### Dans les expressions
De nombreuses expressions sont utilisées dans le milieu cycliste comme :
- faire l'accordéon (ou l'élastique) : se dit d'un coureur qui est lâché puis recolle le peloton ou un groupe plusieurs fois de suite,
- être en chasse patate : se dit d'un coureur qui attaque et se retrouve (souvent seul) entre le groupe de tête et le peloton, sans grand espoir de rejoindre le groupe de tête,
- se refaire la cerise : signifie qu'un coureur retrouve du dynamisme après un moment de fatigue,
- sucer la roue : rester à l'abri dans le sillage de ses adversaires sans prendre de relais,
- faire le trou : creuser un écart important sur ses adversaires,
- se mettre en danseuse : être debout sur les pédales,
- servir de poisson pilote : préparer le sprint devant un équipier en roulant à vive allure puis se retirer le plus tard possible pour permettre à celui-ci de gagner,
- en garder sous la pédale : se dit d'un coureur qui ne jette pas toutes ses forces dans la course mais se réserve en perspective de la suite des événements,
- pédaler avec les oreilles : s'applique à un coureur dont le style manque de fluidité dans l'effort et qui balance la tête de droite et de gauche en pédalant[28].

### Dans la religion
Il existe plusieurs sanctuaires et chapelles consacrées aux cyclistes. En France, Notre-Dame-des-cyclistes (Landes) est consacrée aux cyclistes et aux cyclotouristes par le pape Jean XXIII en 1959. Au fur et à mesure que les champions cyclistes y déposent leurs maillots, l'église devient un musée. En Espagne, dans le Pays Basque, il existe Notre Dame de Dorleta. La Vierge de Dorleta a été nommée patronne universelle des cyclistes en 1958. Toutefois, le principal sanctuaire des cyclistes est en Italie. Il s'agit de la chapelle Madonna del Ghisallo, érigée en 1948 par le pape Pie XII. Elle se trouve au col de Ghisallo, au-dessus du lac de Côme (Lombardie), et on y accède notamment par le Mur de Sormano. Le mur de Sormano est l'une des principales difficultés du Monument Tour de Lombardie, ce qui signifie que les professionnels passent devant la chapelle une fois par an. Pour l'inauguration, en 1948, un flambeau béni par le pape a été porté depuis Rome : les deux derniers porteurs étaient Fausto Coppi et Gino Bartali.
Ces chapelles contiennent de nombreuses reliques (maillots et vélos principalement) et attirent de nombreux visiteurs.

### Stèles et sculptures

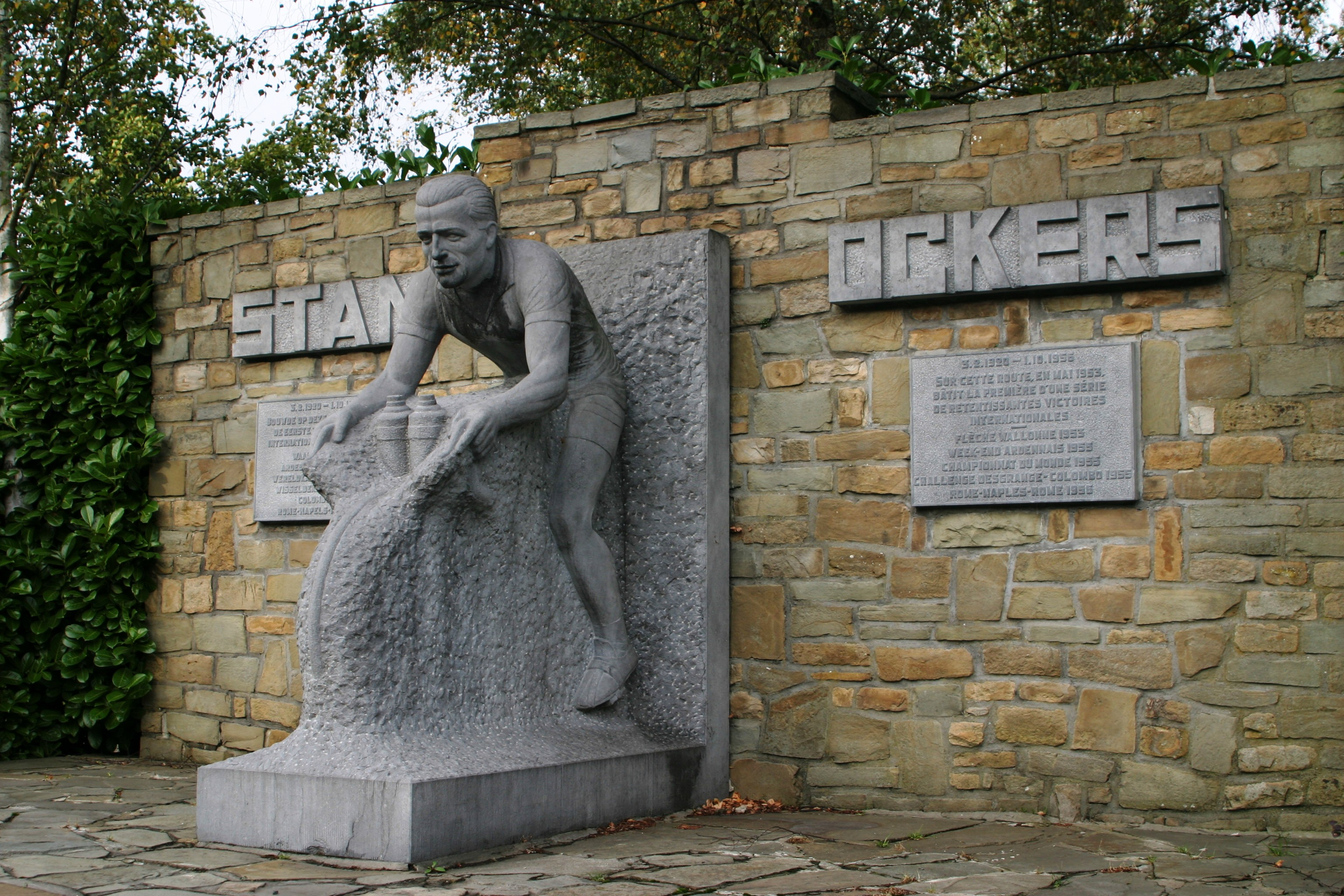
Stèle de Stan Ockers au sommet de la côte des Forges

Plusieurs stèles ou sculptures publiques rendent hommage à des coureurs cyclistes soit décédés en course soit en raison de leur carrière. Parmi les plus connues, on peut citer les stèles (ou sculptures) concernant les coureurs suivants :
- René Pottier au col du Ballon d'Alsace (France),
- Stan Ockers, décédé après une chute sur la piste, stèle au sommet de la côte des Forges (Belgique),
- Tom Simpson, décédé en course au Mont Ventoux (France) où se trouve la stèle,
- Jean-Pierre Monseré, décédé en course à Lille (Belgique) où se trouve la stèle ainsi qu'à Roulers,
- Eddy Merckx, au sommet de la côte de Stockeu ainsi qu'à Kiezegem (Belgique),
- Luis Ocaña, dans le col de Menté (France) où il chuta en 1971,
- Fabio Casartelli, décédé en course au col de Portet-d'Aspet (France) où se trouve la stèle.

### Au cinéma
Plusieurs longs métrages et de nombreux courts métrages ayant pour thème principal le cyclisme ont été réalisés. Parmi eux, Pour un maillot jaune (1965) réalisé par Claude Lelouch. Il s'agit d'une immersion dans le Tour de France 1965. En 1968, Axel Joffé sort Les Cracks dont le personnage principal est interprété par Bourvil. Il s'agit d'une histoire fictive prenant pour décor la course Paris-San Remo (qui n'existe pas) en 1901. Parmi les autres films : Deux Secondes, La Dernière Échappée, La Grande Boucle, Le Vélo de Ghislain Lambert ou encore La Course en tête. De nombreux documentaires, comme Vive le Tour ! (1962) ou The Armstrong Lie (2013) ont également été réalisés. Parfois, le cyclisme se mêle à l'animation, comme dans Les Triplettes de Belleville.